# Карпова, Татьяна Петровна
Татьяна Петровна Карпова (1 сентября 1948 — 12 декабря 1989) — передовик производства, швея высшей квалификации Можгинской швейной фабрики Министерства текстильной промышленности РСФСР, Удмуртская АССР. Полный кавалер Ордена Трудовой Славы. Лауреат Государственной премии СССР.

## Биография
Родилась в селе Алнаши Удмуртской АССР, переехала с семьёй в село Варзи-Ятчи, где окончила 8 классов школы. После смерти матери взяла на себя заботу о братьях и сёстрах.
В 17 лет приехала в город Можга и устроилась работать швеёй на Можгинскую швейную фабрику. Работая, окончила школу рабочей молодежи.
Прошла путь от ученицы до швеи высшей квалификации.
Разработала методику скоростного выполнения рабочих приемов при рациональной организации рабочего места, овладела смежными операциями швейного производства.

Ежедневно выполняла нормы выработки на 280—300 % при отличном качестве работы. За девятую пятилетку (1971—1975 годы) выполнила 12 годовых норм. Задание десятой пятилетки (1976—1980 годы) выполнила за 1 год и 7 месяцев, при этом за всю десятую пятилетку выполнила 14 годовых норм.
В 1977 году для изучения опыта знаменитой швеи-мотористки был проведён Всероссийский семинар, как отмечали участники: «у неё совсем нет лишних движений. А какая она простая, душевная».
Жила в городе Можга. Избиралась депутатом Верховного Совета СССР 10-го созыва (1979—1984).
Умерла 12 декабря 1989 года.

## Награды и признание
Государственная премия СССР (1982) — «за выдающиеся достижения в труде, творческую инициативу и активность, большой личный вклад в дело увеличения выпуска и улучшения качества товаров народного потребления».
Полный кавалер ордена Трудовой Славы: 1 степень (26 июня 1984, орден № 91), 2 степень (1980), 3 степень (1975). Также награждена медалями.
Удостоена приза им. Николая Сметанина Министерства лёгкой промышленности СССР (1978), Диплома Почёта ВДНХ СССР (1981).